# Lassy, Calvados
Lassy là một xã trong tỉnh Calvados, thuộc vùng hành chính Normandie của nước Pháp, có dân số là 397 người (thời điểm 2005).

## Nhân khẩu học
| 1962 | 1968 | 1975 | 1982 | 1990 | 1999 |
| ---- | ---- | ---- | ---- | ---- | ---- |
| 424  | 449  | 385  | 311  | 289  | 327  |